# 바히드 할릴호지치
바히드 할릴호지치(보스니아어: Vahid Halilhodžić, 1952년 10월 15일 ~ )는 보스니아 헤르체고비나의 전 축구 선수이자, 현 축구 지도자다. 현역 시절 포지션은 공격수였으며, 1983년과 1985년에 프랑스 리그 득점왕을 차지했다.
축구 철학이 뚜렷한 지도자 중 하나로, 그가 지휘했던 소속 팀 및 해당 국가 축구협회와는 크고 작은 충돌이 많았다. 특히 선수 선발과 전술 측면에서 더욱 이와 같은 충돌이 도드라졌다.

## 지도자 경력
2014년 FIFA 월드컵에서 알제리의 감독을 맡아 16강에 진출했으며, 포르투알레그리에서 열린 조별 리그 2차전에서 대한민국을 격파한 감독으로 잘 알려졌다. 16강전인 독일전에서 패한 후 알제리 축구 국가대표팀 감독직에서 사임하고 터키의 트라브존스포르로 자리를 옮겼으나, 성적 부진으로 2014년 11월에 경질되었다.
터키를 떠나 프랑스에서 야인으로 지내고 있었던 할릴호지치는 2015년 3월 12일 하비에르 아기레의 후임으로 일본 축구 국가대표팀 감독에 선임되었다. 대표팀 선임 후 튀니지를 2-0으로 이기며 좋은 출발을 하였다. 이후 우즈베키스탄, 이라크를 각각 5-1, 4-0으로 대파하였다. 그러나 2018년 FIFA 월드컵 아시아 지역 2차 예선 첫 경기에서 캄보디아를 4-0으로 누른 약체 싱가포르에게 득점 없이 무승부를 거두는 굴욕을 당했다. 이후 2015년 EAFF 동아시안컵 북한과의 경기에서 1-2로 역전패를 당하는 등, 1승도 거두지 못하고 2무 1패로 최하위의 고배를 마셨다. 그는 이번 대회를 계기로 J리그의 일정을 조정할 것을 주장하였다.
2018년 4월 9일 부로 일본의 감독직에서 경질되었다. 후임으로는 니시노 아키라 기술위원장이 선임됐다.
이후 자신이 선수로 뛰었던 FC 낭트의 감독으로 취임했다가 사퇴했고, 모로코 축구 국가대표팀의 감독으로 부임했다. 그러나 모로코의 감독으로 부임한 후에도 충돌이 잦았던 것은 여전했으며, 심지어 국가대표팀의 핵심 전력인 하킴 지야시는 할릴호지치에 반발해 국가대표팀 은퇴를 선언했다. 결국 몇몇 선수들과의 충돌로 인해 모로코의 감독에서 해임되었고, 후임으로는 왈리드 레그라기가 선임됐다. 그리고 대놓고 할릴호지치를 비판하며 국가대표팀 은퇴를 선언했던 하킴 지야시는 왈리드 레그라기가 감독으로 선임되자 국가대표팀에 복귀하여 2022년 FIFA 월드컵에 참가했다.

## 개인사
현역 선수 시절에는 유고슬라비아 국가대표로 1982년 FIFA 월드컵에 한 차례 참가했다.
1992년에 벌어진 보스니아 전쟁 당시 할릴호지치는 모스타르에서 부상을 입었으나, 몇 달만에 회복했다. 하지만 크로아티아-보스니아 전쟁이 헤르체고비나까지 확대됨에 따라 그는 크로아티아 국방위원회으로부터 위협을 받아 1993년에 모스타르를 떠나게 된다. 그가 보스니아를 떠나고 나서 그의 자택은 약탈을 당하고 불태워졌다.
2004년 7월 23일, 파리 생제르맹 FC 감독 재직 중 레지옹 도뇌르 훈장 슈발리에를 받았다.
트라브존스포르에서 뛰었던 이을용은 2005년과 2006년 사이에 할릴호지치 감독과 함께한 바 있다.
프랑스 프로축구 리그에서 꽤 오래 활약했고, 보스니아 전쟁의 여파 등으로 비시즌 중의 거주지는 프랑스에 있다. 공식 석상에서도 세르보크로아트어보다 주로 프랑스어를 이용하며, 프랑스 시민권도 취득했다고 한다.